# Distretto di Ban Thaen
Il distretto di Ban Thaen (in thailandese: บ้านแท่น) è un distretto (amphoe) della Thailandia, situato nella provincia di Chaiyaphum.
| Controllo di autorità | VIAF (EN) 138516361 · LCCN (EN) n92016166 · J9U (EN, HE) 987007567612005171 |